# Delcygate
Delcygate es el nombre acuñado a la reunión el 20 de enero de 2020, y su posterior controversia, entre el ministro de transportes de España José Luis Ábalos y la vicepresidenta de Venezuela Delcy Rodríguez en el aeropuerto de Barajas de Madrid y el conocimiento del presidente Pedro Sánchez de dicho encuentro. Las razones de la polémica han incluido la prohibición de entrada de Delcy Rodríguez al espacio Schengen por la Unión Europea, el asunto de conversación durante el encuentro y el contenido del equipaje de la delegación venezolana.
Partidos de oposición como el Partido Popular, Ciudadanos y Vox cuestionaron la reunión y pidieron la dimisión del ministro Ábalos, mientras que el presidente Pedro Sánchez sostuvo que la intervención de Ábalos «evitó una crisis diplomática». Los tribunales en España archivaron las querellas y diligencias relacionadas con el caso entre 2020 y 2021, descartando indicios de responsabilidad penal.
En octubre de 2024 se recabó más información sobre la reunión y la Unidad Central Operativa (UCO) de la Guardia Civil de España publicó un mensaje de Ábalos para el presidente en el que le informaba sobre el encuentro días antes de que tuviese lugar, desmintiendo a Pedro Sánchez, quien originalmente afirmó ante el Congreso que el gobierno español no tenía conocimiento previo de la visita. La UCO sostuvo que el motivo del viaje fue la entrega de 104 lingotes de oro, con un valor de 68,5 millones de dólares, negociados y comprados por el empresario español Víctor de Aldama. El caso no se ha investigado en Venezuela.

## Aterrizaje y reuniones
En la madrugada del 20 de enero de 2020, el ministro de transportes de España José Luis Ábalos sostuvo una reunión con una delegación venezolana en el aeropuerto Adolfo Suárez Madrid-Barajas que incluía a la vicepresidenta Delcy Rodríguez, quien tenía prohibición de entrada al espacio Schengen como parte de las sanciones de la Unión Europea por su papel en la violación de derechos humanos en el país. En la delegación también se encontraba el ministro de turismo de Venezuela Félix Plasencia y el empresario venezolano Jorge Giménez.El mismo día, Ábalos y Rodríguez mantuvieron una segunda reunión por 20 minutos en una sala vip en el aeropuerto de la compañía turca Sky Vallet.De acuerdo con fuentes consultadas por el diario ABC, Ábalos llamó al presidente español Pedro Sánchez, y una vez en línea le pasó el teléfono a Delcy Rodríguez. Según las fuentes, Sánchez y Rodríguez hablaron sobre tres asuntos:
1. Delcy Rodríguez le pidió a Sánchez que no recibiese en España al presidente de la Asamblea Nacional de Venezuela opositora Juan Guaidó, cuya visita estaba prevista para el 1 de febrero.
2. El malestar que le causaba al gobierno venezolano la estadía del líder opositor Leopoldo López en la embajada de España en Caracas.
3. La presencia de la empresa energética Repsol en Venezuela y sus operaciones futuras.

La delegación venezolana llegó en un vuelo privado de Sky Valet e hizo escala en Madrid luego de despegar desde Caracas y yendo en ruta a Estambul. En España el chofer que trasladó al ministro Ábalos para recibir a Delcy Rodríguez fue el asesor político Koldo García, quien posteriormente sería investigado por las comisiones de la venta de mascarillas durante la pandemia de COVID-19. Ábalos también estuvo acompañado por el empresario español Víctor de Aldama presidente del Zamora Club de Fútbol bastante relacionado con el presidente de la federación de futbol venezolano Jorge Jiménez, también involucrado después en el caso Koldo.La delegación venezolana bajó del avión con doce maletas (seis grandes y seis pequeñas), que luego volvieron a ser subidas a la aeronave. Según un testigo de la causa declaró en los tribunales que las maletas no fueron revisadas por orden de Koldo García. 
El ministro Félix Plasencia se quedó en España hasta el día 26 de enero, que se vio con Begoña Gómez Fernández en la cena del 40 aniversario de Fitur, se reunió en el Meliá Hotels International con representantes de Globalia y Plus Ultra. De Aldama también tenía intereses económicos propios en el Ministerio de Transportes, ya que trabajaba como asesor del Grupo Globalia, cabecera de Air Europa. De Aldama asistió a Delcy Rodríguez, con la intención de que el gobierno venezolano devolviera el dinero que debía a Globalia. De Aldama solicitaba cinco millones de dólares del Gobierno de Nicolás Maduro, que finalmente no recibió. A cambio De Aldama contribuiría a que el gobierno de Pedro Sánchez fuese favorable a rescatar la aerolínea.
El ministro Ábalos entró en contradicciones al negar inicialmente haberse reunido con Delcy, y posteriormente asegurar que le había pedido que no bajase del avión. Ábalos también afirmó originalmente que el carácter de la reunión con Delcy fue casual, diciendo que había ido a recoger a su "amigo personal" Félix Plasencia (ministro de Turismo de Venezuela entre 2019 y 2020), que acudía a la feria de turismo en Madrid Fitur.

### Sobreseimiento de la causa 2020
En noviembre de 2020 el juzgado de Instrucción número 31 de Madrid dictó auto de sobreseimiento en la causa conocida como Delcygate. El juzgado determinó sobre la presencia de Delcy Rodríguez en España, estando prohibida su entrada en territorio europeo:"La zona de tránsito internacional de un aeropuerto español no es territorio nacional". el 26 de noviembre el Tribunal Supremo de España archivó una causa contra el ministro de Transportes, José Luis Ábalos, por el caso Delcygate y rechazó admitir a trámite las querellas que interpusieron el partido ultraderechista Vox y el Partido Laócrata.  El Supremo descartó la prevaricación, por lo que denunciaban al ministro Ábalos, tampoco aceptó que los hechos puedan calificarse de un delito de omisión del deber de promover la persecución de los delitos, precisamente porque "ningún delito se cometió". En julio de 2021 José Luis Ábalos, sale del Gobierno marcado por dos escándalos políticos: el llamado Delcygate y el rescate de la aerolínea Plus Ultra, ambos relacionados con el gobierno venezolano de Nicolás Maduro, y sin cumplir sus objetivos de presentar una ley de movilidad y otra de vivienda.

### Nuevas Pruebas en 2024
Sin embargo en octubre de 2024 se recabó más información sobre la reunión; la Unidad Central Operativa (UCO) de la Guardia Civil de España publicó un mensaje del día 29 de diciembre de 2019 del celular de Ábalos para el presidente Sánchez en el que le informaba sobre el encuentro con Delcy Rodríguez días antes de que tuviese lugar, a lo que Sánchez respondió: "Bien", desmintiendo a Pedro Sánchez, quien originalmente afirmó ante el Congreso que el gobierno español no tenía conocimiento previo de la visita de Delcy Rodríguez. La UCO sostuvo que el motivo del viaje fue la entrega de 104 lingotes de oro, con un valor de 68,5 millones de dólares, negociados y comprados por el empresario español Víctor de Aldama .  Durante la investigación el 10 de octubre se 2024 la UCO descubrió en el computador del comisionista Víctor de Aldama una foto de la orden de compra-venta de 104 barras de oro por 68.498.254 dólares del FONDEN con Bancasa SA., se dio a conocer que el viaje de Delcy fue autorizado por Pedro Sánchez en 2020 previamente, contradiciendo la declaración en el juzgado.
En mayo de 2025 se filtra al periodismo una grabación de la investigación del tte coronel Antonio Balas de la Unidad Central Operativa (UCO) de España,una conversación entre Alejandro Hamlyn López Tapias presidente del grupo Hafesa de energía y el abogado Jacobo Teijelo, quien explica acerca del contrabando de petróleo venezolano desde los depósitos de República Dominicana a través de una empresa registrada en Ginebra propiedad de Delcy Rodríguez en sociedad con Víctor de Aldama, manejada por un sobrino de Rodríguez, de petróleo para ser vendido a una empresa en Algeciras y luego depositado en Gibraltar, comprado a 30 dólares el barril y colocado al mercado al precio del momento que variaba entre los 100 dólares el barril.Las pruebas de los negocios mafiosos de los hermanos Rodríguez 27/05/2025

## Reacciones
Los partidos españoles Partido Popular (PP) y Ciudadanos expresaron querer pedir la comparecencia del ministro en el Congreso de los Diputados para explicar el encuentro preparado con cinco semanas de anticipación por medio de la carta de invitación a Delcy Rodríguez firmada por José Luis Ábalos "como secretario de Organización del Partido Socialista Español" fechada el 10 de diciembre encontrada en su ordenador que recoge el último informe de la UCO.Ambos partidos solicitaron crear una comisión de investigación del encuentro, petición que fue rechazada por la mayoría conformada por el Partido Socialista Obrero Español (PSOE) de gobierno y Unidas Podemos, al que se sumaron grupos nacionalistas e independentistas.La Asamblea Nacional de Venezuela, de mayoría opositora, le envió una carta al Congreso de los Diputados de España solicitando una "exhaustiva investigación" sobre el viaje de Delcy Rodríguez.
El encuentro fue el principal tema de debate durante la primera sesión de control al gobierno de la XIV Legislatura de España, el 12 de febrero. El primer líder en traerlo a colación en la sesión fue Santiago Abascal, del partido Vox, quien le preguntó al presidente Pedro Sánchez si le ordenó a su ministro reunirse con Delcy Rodríguez para "evitar su detención". Sánchez defendió a Ábalos durante su intervención, asegurando que evitó una crisis diplomática con la reunión, entre ellas con la fiscal Dolores Delgado esposa de Baltasar Garzón exabogado de Álex Saab.Durante una sesión en el Senado, el 25 de febrero, Pedro Sánchez volvió a sostener que Ábalos evitó una crisis diplomática, asegurando que el ministro evitó que Delcy Rodríguez saliera del área internacional de Barajas y que el gobierno español no tenía información de que realizaría una escala en Madrid hasta después del despegue del vuelo desde Caracas (extraña declaración con una carta de invitación del 10 de diciembre).
En la sesión de control al Ejecutivo del 26 de febrero, el diputado del PP Andrés Lorite le preguntó a Ábalos si habilitó una zona preferente para Rodríguez en el aeropuerto. José Luis declaró: "La respuesta es clara y rotunda: no". Tras ser criticado en la réplica y de defenderse, desde la bancada del PP los diputados comenzaron a gritar la consigna "¡Dimisión, dimisión!", mientras que la bancada del PSOE y Unidas Podemos respondieron poniéndose de pie y ovacionando a Ábalos. Víctor de Aldama pagó 3.010 euros por el alquiler de la semana de la Velázquez Manor House, el chalet de lujo situado en el barrio del Viso, de Madrid donde se hospedaría Delcy Rodríguez y su comitiva, donde  tenía previsto diversas reuniones en su visita, entre ellas con la fiscal Dolores Delgado cónyuge de Baltasar Garzón, exabogado de Álex Saab.

## Investigaciones
El Partido Laócrata y Vox presentaron querellas en contra de José Luis Ábalos ante el Tribunal Supremo de España, acusándolo de prevaricación. El 11 de noviembre el Juzgado de Instrucción 31 de Madrid, que investigaba la posible comisión de delitos por parte de funcionarios, archivó la causa, considerando que la zona de tránsito del aeropuerto de Barajas no era territorio español.El 26 de noviembre el Tribunal Supremo archivó la investigación  sosteniendo que la violación de la prohibición de entrada a la Unión Europea de Delcy Rodríguez no constituía un delito de prevaricación imputable a la autoridad nacional que consintió la violación.El 13 de abril de 2021 la Audiencia Provincial de Madrid archivó de manera definitiva las últimas diligencias para determinar si existían responsabilidades penales de funcionarios del aeropuerto por el paso de Delcy Rodríguez, citando la decisión del Tribunal Supremo, excluyendo indicios de delito y desestimando el recurso de apelación presentado por Vox.
En octubre de 2024, durante la investigación del caso Koldo, la Unidad Central Operativa (UCO) de la Guardia Civil de España publicó un informe que incluía un mensaje que José Luis Ábalos le envió a Pedro Sánchez notificándole sobre la visita de Delcy Rodríguez cuatro días antes de su llegada:

Y para acabar de molestarte, la vicepresidenta de Venezuela viene en privado el lunes y quiere verme discretamente como continuación del encuentro que tuve con el ministro de comunicación (que es su hermano). La gestión que acordamos en favor de las empresas españolas ha permitido que Duro Felguera haya cobrado una importante deuda
Mensaje del ministro José Luis Ábalos al presidente Pedro Sánchez, 16 de enero de 2020

Sánchez autorizó la visita, respondiendo "bien". El mensaje desmintió declaraciones previas de Sánchez en las que afirmaba que el gobierno español no tenía conocimiento previo de la escala. Pedro Sánchez reconoció posteriormente que había sido informado de la visita, responsabilizando a Ábalos.
La UCO sostuvo que el motivo del viaje de Delcy Rodríguez fue la entrega de 104 lingotes de oro del Fondo para el Desarrollo Nacional de Venezuela (Fonden), con un valor de 68,5 millones de dólares, que el empresario Víctor de Aldama comprado y negociado personalmente con Rodríguez para Bancasa SA. La información quedó plasmada en el celular de Aldama, en el Macbook que guardaba la fotografía de un contrato con el Fondo de Desarrollo Nacional de Venezuela (FONDEN). La UCO ha capturado las conversaciones de Víctor de Aldama y Delcy el 27 de diciembre de 2019, 17 días después de que redactara la carta de invitación a Delcy con la rúbrica del ministro José Luis Ábalos, día de la firma de un acuerdo de compraventa de oro.
En noviembre de 2024, Víctor de Aldama declaró en sede judicial que el viaje de Delcy Rodrígez a España había sido planificado de antemano por el Gobierno español y que la vicepresidenta venezolana tenía previsto mantener una cena con Pedro Sánchez y otros cinco ministros de su Ejecutivo: Teresa Ribera, Fernando Grande-Marlaska, José Luis Ábalos, María Jesús Montero y Salvador Illa. Se planeaba que la reunión tuviera lugar en una vivienda alquilada por Airbnb en El Viso (Madrid), donde iba a alojarse la vicepresidenta venezolana.
En mayo de 2025 se filtra al periodismo una grabación de la investigación de la UCO entre el Alejandro Hamlyn López Tapias presidente del grupo Hafesa de energía y el abogado Jacobo Teijelo, quien explica acerca del contrabando de petróleo venezolano desde los depósitos de República Dominicana a través de una empresa propiedad de Delcy Rodríguez en sociedad con Víctor de Aldama y manejada por un sobrino de Rodríguez desde Ginebra para ser vendido a una empresa en Algeciras y luego depositado en Gibraltar, el petróleo es comprado a 30 dólares y colocado al mercado al precio del momento que variaba entre los 100 dólares el barril.  Alejandro Hamlyn, es un empresario que fue detenido en 2019 por un presunto fraude de hidrocarburos asociado a la empresa de carburantes Hafesa. Hamlyn vinculado a Hafesa le asegura a Jacobo Teijelo que este tráfico ilícito existe, que tiene "los documentos de los barcos que han sacado contrabando" y que sería una compañía de Delcy Rodríguez la que presuntamente estaría detrás de la operación, en el audio, Hamlyn confirma que el petróleo "se compra en República Dominicana" a través de un general conocido suyo. "El fuel que vino de Venezuela aquí a Algeciras se vendió a otra empresa y se cambiaron los papeles de los barcos. Lo compró uno de Gibraltar [....]. Es un producto que vale allí 30 dólares el barril, frente a 100 aquí. Es una evasión de todo a lo bestia. Son otros mercados. Sobre todo, que hay sanciones americanas. [...]. Solo se puede trabajar con licencia. En este caso, ellos lo que han hecho es contrabando y han traído el producto a una compañía que es de un amigo mío y se lo traían 'fiao'".